# Гюдълфос
Гюдълфос (на исландски: Gullfoss) е най-популярният водопад в Исландия. Името му буквално означава „Златният водопад“. Намира се на 120 километра южно от столицата Рейкявик и всяка година е посещаван от множество туристи. Висок е около 32 метра и е на няколко нива. Гюдълфос е каскада на река Хвита. През 20-те години на 20 век е планирано отдаването на водопада под аренда за използване като ВЕЦ, но собственичката на земята около водопада Сигриудюр Тоумасдоуттир (исл. Sigríður Tómasdóttir) след множество протести в столицата Рейкявик спира строежа на съоръженията. Гюдълфос е един от най-мощните водопади на територията на Европа със своята двойна каскада от 105 фута. Водопадът е част от глетчеровата река Хвита, известна като Бялата река. Каньонът, в който падат водите на Гюдълфос, е широк около два километра и половина, а на дълбочина достига до цели 70 метра. Гледката на водопада Гюдълфос е особено пленителна през зимните месеци, когато всичко е обвито от сняг и ледени блокове. Предполага се, че исландската забележителност се е образувала в края на последния ледников период при проливните наводнения от ледниковите изблици.
Всъщност Гюдълфос е съставен от два отделни водопада. От горния водата пада от височина 21 метра, а от по-ниската част водните маси се стичат от 11 метра към 70-метровото корито. Водата тече през Гюдълфос при средна скорост от 109 кубически метра в секунда. Най-силния поток, който са отбелязвали падащите водни маси, е 2 000 кубически метра в секунда. През летните месеци водата се стича със 130 кубически метра в секунда, което означава, че тя може да запълни сградата на намиращия се наблизо туристически музей за около 3 секунди. В самия музей посетителите на водопада Гюдълфос имат възможност да научат повече за неговата история.